# Joaquim Maria Riera i Vilà
Joaquim Maria Riera i Vilà   (Arbúcies, 1930 - 17 de juliol de 2012) fou un polític català. Va exercir d'alcalde d'Arbúcies durant la dictadura franquista, concretament del 7 de juny del 1967 fins al 20 de desembre del 1969. Aleshores, per ordenament del governador civil, va ser rellevat per Emili Garolera i Bohils. Quan va morir, va ser sebollit al cementiri de Les Pruelles, a Sitges.